# Undunstjärnen
Undunstjärnen är en sjö i Bergs kommun i Jämtland och ingår i Ljungans huvudavrinningsområde. Sjön har en area på 0,067 kvadratkilometer och ligger 357,3 meter över havet.

## Delavrinningsområde
Undunstjärnen ingår i det delavrinningsområde (694831-142820) som SMHI kallar för Inloppet i Älden. Medelhöjden är 368 meter över havet och ytan är 2,9 kvadratkilometer. Räknas de 323 avrinningsområdena uppströms in blir den ackumulerade arean 3 010,16 kvadratkilometer. Avrinningsområdets utflöde Ljungan mynnar i havet. Avrinningsområdet består mestadels av skog (55 procent) och sankmarker (25 procent). Avrinningsområdet har 0,29 kvadratkilometer vattenytor vilket ger det en sjöprocent på 10,1 procent.